# 外星+人2：回到未來
是一部2024年上映的韓國奇幻科幻动作片，也是2022年電影《外星+人》的續集。繼續由崔東勳編導，柳俊烈、金泰梨、金宇彬、李荷妮、廉晶雅、趙祐鎮、金義城及陳善奎主演，該片於2024年1月10日在韓國上映，香港上映時間確定為2024年1月25日，台灣上映時間確定為2024年2月7日。

## 演員陣容
- 柳俊烈 饰演 无勒，怀疑自己真实身份的道士。
- 金泰梨 饰演 以安，为了守护所有人而想回到未来的女子。
  - 崔惟理 饰演 童年以安
- 金宇彬 饰演 森德，能够打开回到未来之门的人。
- 李荷妮 饰演 闵开仁，揭开外星人秘密的女人。
- 廉晶雅 饰演 黑舌，追踪妖怪的山神。
- 趙祐鎮 饰演 青云，追踪妖怪的山神。
- 金義城 饰演 自藏，被困在过去的外星人囚犯。
- 陳善奎 饰演 凌波，欲夺神剑来开眼的盲人剑客。
- 申正根 饰演 右往
- 尹敬浩 饰演 三植
- 李施勋 饰演 左往
- 蘇志燮 饰演 文道锡
- 金大明 饰演 机器形森德
- 金基天 饰演 开东
- 尹炳熙 饰演 武当道士／外星机器人
- 玉子妍 饰演 医生
- 李铉杰 饰演 武当道士2
- 许智元 饰演 春燮
- 郑仁谦 饰演 假冒的贵族
- 金钟洙 饰演 政府官员
- 金敏书 饰演 敏书
- 金泰俊 饰演 朴警官
- 池建宇 饰演 杀人鬼
- 郑基燮 饰演 警察干部
- 金海淑 饰演 密本老妇（特别出演）
- 劉宰明 饰演 黄陵县监（特别出演）

## 制作

### 拍摄
《外星+人2：回到未來》与第一部采用背靠背制作，主体拍摄于2020年3月29日开始进行，预计耗时10个多月；于2021年4月19日杀青。导演崔东勋透露，经历过第一部的票房惨败后，自己观看了150次左右拍摄完成的份量后开始后期制作与剪辑，努力在一些细节上作出改变。在没有修改剧本的前提下，部分台词请求演员们用手机进行重新录制；为了让李荷妮初次登场的场面更具冲击力，进行了重新拍摄。

### 后期制作
该片后期制作总共耗时387天，被媒体称为韩国影史上最长的后期制作周期。CG特效效果方面生动展现眼花缭乱的道术动作戏、出现在首尔市中心的宇宙飞船以及外星人等内容，以呈现人类和道士、外星人囚犯之间展开的正式决战；利用Ronin摄影机、伸缩式摄像机起重机、无人机、车载摄像摇臂等设备配合最适合的拍摄技术，完美捕捉往返于时空之间丰富多彩的动作戏；韩国电影首次启用两位美术指导，《下女的誘惑》的柳星姬与《寄生上流》的李夏俊联手完成来往于过去和现代的独创性视觉空间。
在两部曲中均饰演西服外星人一角的演员池建宇于2023年因交通事故去世，故该片在结尾打出“铭记故人池建宇”字幕以表哀思。

### 损益平衡点
据媒体报道，该片损益平衡点超过700万观影人次。

## 發行
《外星+人2：回到未來》在韓國定於2024年1月10日上映。

## 反响

### 评价
韩国知名导演朴贊郁给予该片高度评价，他认为该片剧本展现了韩国式的韵致和诙谐，演员们的配合也恰到好处，说台词时节拍控制得松弛有度。片中在古代的人物，无论是剧本还是表演，用的都不是古装片常见的语气或现代片的语气，但却表现得恰到好处的文雅与庄重。

### 票房
在韩国上映首日（1月10日）吸引超过9万人次观众到影院观影，销售额占比38.7%，夺得单日票房冠军。影片自上映后连续11日蝉联单日票房榜冠军，1月21日累计观影人次突破100万。
| 上一届： 《星愿》 | 2024年韓國週末票房冠軍 第2、3週 | 下一届： 《市民德熙》 |

## 奖项荣誉
| 年份 | 颁奖礼             | 奖项                | 入围者        | 结果 | 参考   |
| ---- | ------------------ | ------------------- | ------------- | ---- | ------ |
| 2024 | 第60届百想艺术大奖 | 电影部门 最佳女配角 | 廉晶雅        | 提名 | [ 17 ] |
| 2024 | 第33屆釜日電影獎   | 最佳美術／技術      | 諸葛勝（VFX） | 提名 |        |

## 外部連結
- Daum上《外星+人2：回到未來》的资料
- 韩国电影数据库（KMDb）上《外星+人2：回到未來》的資料
- 互联网电影数据库（IMDb）上《祖宗膠戰外星人2》的资料（英文）
- 豆瓣电影上《外星+人2：回到未來》的資料 （简体中文）
- 《外星+人2：回到未來》在HanCinema的页面（英文）